# Plover (Iowa)
Pour les articles homonymes, voir Plover.
Plover est une ville du comté de Pocahontas, en Iowa, aux États-Unis. Elle est fondée en 1883 et incorporée le 13 octobre 1916.

## Source de la traduction
- (en) Cet article est partiellement ou en totalité issu de l’article de Wikipédia en anglais intitulé « Plover, Iowa » (voir la liste des auteurs).